# Mental Cut
Mental Cut je čtvrté studiové album polské rockové skupiny Maanam, které bylo nahráno v roce 1984 v krakovském studiu ZPR. Nejprve bylo vydáno v prosinci 1984 na magnetofonové kazetě u společnosti Jako. O dva měsíce později vyšlo jako vinylová LP deska ve vydavatelství Muza.

## Seznam skladeb
| Strana 1 | Strana 1                           | Strana 1                                                               | Strana 1       | Strana 1 |
| Pořadí   | Název                              | Hudba                                                                  | Text           | Délka    |
| -------- | ---------------------------------- | ---------------------------------------------------------------------- | -------------- | -------- |
| 1.       | Simple Story                       | Marek Jackowski                                                        | Olga Jackowska | 3:24     |
| 2.       | Mentalny kot                       | Marek Jackowski                                                        | Olga Jackowska | 2:40     |
| 3.       | Lucciola                           | Marek Jackowski                                                        | Olga Jackowska | 4:25     |
| 4.       | Dobranoc Albert                    | Marek Jackowski                                                        | Olga Jackowska | 4:06     |
| 5.       | Nie poganiaj mnie, bo tracę oddech | Marek Jackowski, Ryszard Olesiński, Bogdan Kowalewski, Paweł Markowski | Olga Jackowska | 3:13     |
| 6.       | Przerwa na papierosa               | Ryszard Olesiński                                                      |                | 3:25     |

| Strana 2 | Strana 2              | Strana 2        | Strana 2       | Strana 2 |
| Pořadí   | Název                 | Hudba           | Text           | Délka    |
| -------- | --------------------- | --------------- | -------------- | -------- |
| 7.       | Nowy przewodnik       | Marek Jackowski | Olga Jackowska | 2:40     |
| 8.       | Kreon                 | Marek Jackowski | Olga Jackowska | 3:20     |
| 9.       | You Or Me             | Marek Jackowski | Olga Jackowska | 4:23     |
| 10.      | Kowboje O.K.          | Marek Jackowski |                | 4:10     |
| 11.      | Lipstick on the Glass | Marek Jackowski | Olga Jackowska | 3:05     |

## Obsazení
- Olga Jackowska – zpěv
- Marek Jackowski – kytara
- Ryszard Olesiński – kytara
- Bogdan Kowalewski – baskytara
- Paweł Markowski – bicí

### Hosté
- John Porter – zpěv
- Neil Black – kytara, housle
- Andrzej Tylec – bicí